# Misselwarden
Misselwarden est une ancienne commune allemande de l'arrondissement de Cuxhaven, Land de Basse-Saxe.
Le 1er janvier 2015, la commune de Misselwarden et celles de Cappel, Dorum, Midlum, Mulsum, Nordholz, Padingbüttel et Wremen fusionneront pour former la nouvelle commune de Wurster Nordseeküste, dans l'arrondissement de Cuxhaven.

## Géographie
Misselwarden se situe au bord de la mer du Nord, dans des marais maritimes.

## Histoire
Misselwarden est mentionné comme un terp avec le nom-double de Midlistan-Fadarwurde pour la première fois en 860 avec d'autres lieux entre l'Ems et l'Elbe dans un document attestant de miracles de l'archevêque Anschaire de Brême.
Son territoire est, comme le Wursten, habité depuis le VIIIe siècle par les Frisons, après que les Saxons sont partis.
L'église Sainte-Catherine est construite au XIIIe siècle. En 1459, Ghert Klinghe coule la cloche de l'église qui deviendra le symbole de la commune. En 1671, Jürgen Heitmann créé l'autel.
En 1505, Misselwarden est rattaché au Wursten.

## Source, notes et références
- (de) Cet article est partiellement ou en totalité issu de l’article de Wikipédia en allemand intitulé « Misselwarden » (voir la liste des auteurs).